# Berufsverband für Online-Bildung
Der Berufsverband für Online-Bildung e. V. (bvob) ist ein deutscher Berufsverband in der Rechtsform eines eingetragenen Vereins mit dem Zweck, die Interessen seiner Mitglieder zu vertreten und die Mitglieder untereinander zu vernetzen. Als professioneller Ansprechpartner bezüglich Qualität und Kompetenz fördert der bvob die Entwicklung von Gütekriterien, Kompetenzrastern, Berufsbildern sowie Aus- und Weiterbildungen in der Online-Bildung.
Der Vereinssitz ist Overath und die Geschäftsstelle ist in Langen (Hessen). In verschiedenen Arbeitsgruppen werden Themen im Bereich E-Learning erarbeitet und der Öffentlichkeit in Form von Beiträgen und Leitfäden zugänglich gemacht.

## Mitglieder
Die Mitglieder kommen aus den verschiedenen Bereichen der Online-Bildung – Training, E-Learning, Moderation/E-Moderation, Lernbegleitung, Tele-Tutoring sowie Beratung, Konzeption und Lernmedienentwicklung (vgl. Mediendidaktik). Im Verband vernetzen sich zahlreiche Vorreiter und Aktive aus Online-Bildung und Online-Moderation aus dem deutschsprachigen Raum (Deutschland, Österreich und der Schweiz).
Der Verband hat drei Mitgliedsarten für die ordentliche Mitgliedschaft: Einzelmitglieder, Unternehmensmitglieder und Hochschulmitglieder. Damit wird die Vernetzung von freiberuflichen und angestellten Akteuren der Online-Bildung ermöglicht und gibt ein umfassendes Bild auf die verschiedenen Ausprägungen der Online-Bildung.

## Geschichte
Der Verband wurde im Jahr 2009 in Köln gegründet. Er ging aus dem von Gabriela Pflüger geleiteten Teletutoren-Netzwerk hervor. Schon hier waren einige Experten der Branche zu einem Verbund zusammengeschlossen. Diese fungierten zum Teil als Gründungsmitglieder für den neuen Verband. Das Ziel war schon damals, die Vernetzung und Qualifizierung durch eine stärkere Organisation zu gewährleisten.

## Arbeitsgruppen
Um mit der schnellen Entwicklung der Technik im Bereich Online-Lernen Schritt halten zu können, schaffen spezielle Arbeitsgruppen den Überblick und diskutieren über den didaktischen Einsatz der Technik in Online-Lern-Szenarien. Ein weiterer Schwerpunkt sind die verschiedenen Berufsbilder und die Entwicklung von Kompetenzrastern angelehnt an den DQR. Derzeitige Arbeitsgruppen: Virtuelle Klassenzimmer und Berufsbilder.